# Justine Electra
Pour les articles homonymes, voir Electra.
Justine Electra (de son vrai nom, Justine Beatty) est une chanteuse d'origine Australienne, vivant à Berlin. Elle s'est fait connaitre grâce à l'album Soft Rock, sortit en 2006, qui montre ses talents d'auteur-compositeur. Ses styles de musiques sont le bluegrass, le celtique et le folk. 
Justine est née à Melbourne, en Australie. Elle a étudié au Wesley College, et elle a appris à pratiquer plusieurs instruments, comme le piano, le synthétiseur et la guitare. Après ses études, sentant le besoin de vivre des aventures, elle part vivre à Berlin, espérant y trouver un bon environnement musical.
Une fois installée sur le continent, en 2000, elle réalise son premier album chez elle, et le termine en studio grâce à l'aide de label City Slang en 2006. Soft Rock sort en septembre 2006, bourré de charme et de belles sonorités, il annonce les débuts de la chanteuse, qui apparaît comme un nouveau jeune talent.

## Discographie

### Albums
- Soft Rock (2006)

### Singles
- Blues & Reds (2006)
- Fancy Robots (2006)

## Liens
- (en) Site officiel
- Ressources relatives à la musique :   - AllMusic
  - Discogs
  - MusicBrainz
  - Muziekweb
  - Rate Your Music
  - Songkick
- (en) Le Blog de Justine Electra